# Inkohlung

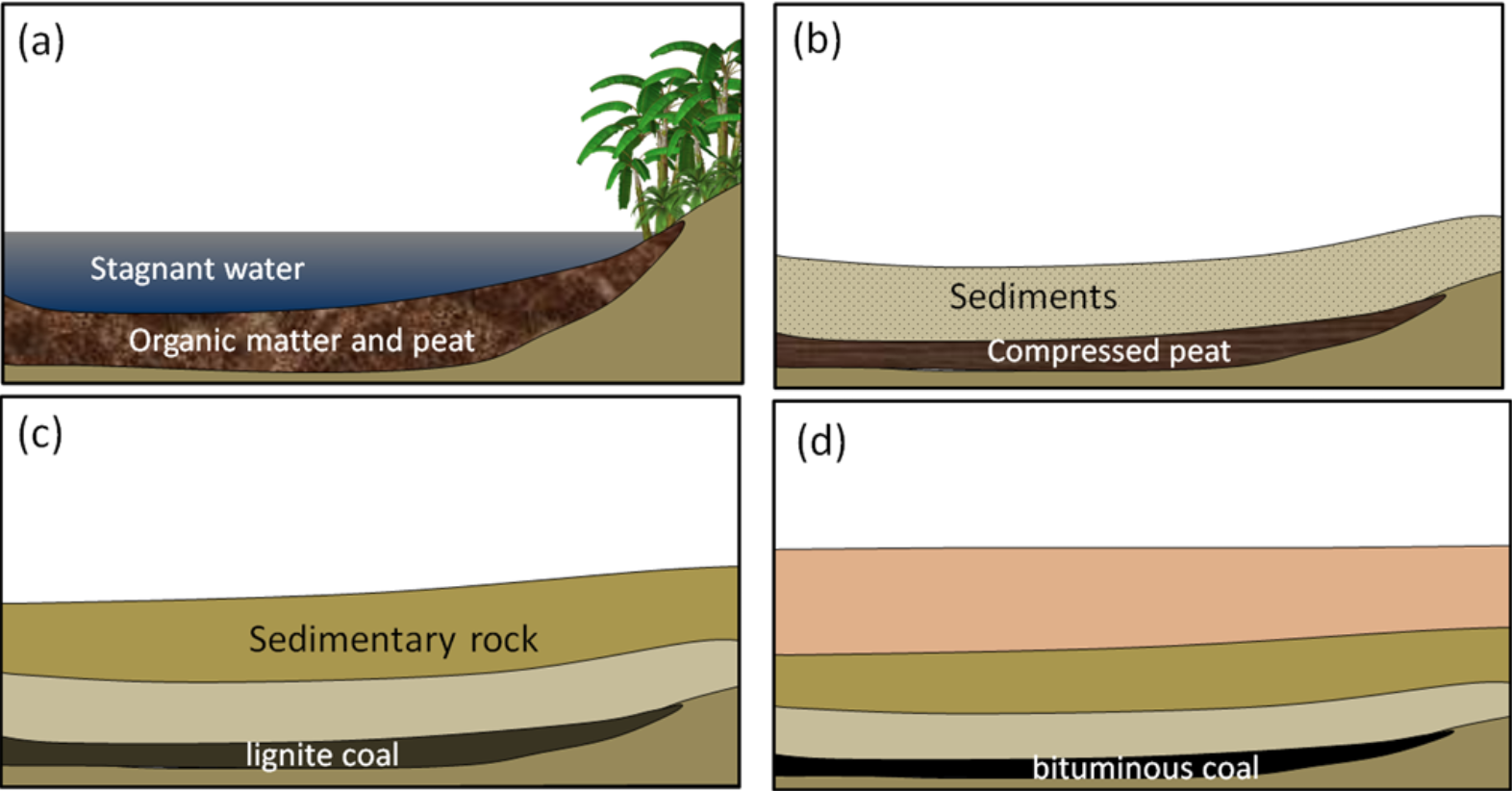
Entstehung von Kohle: In (a) die Anhäufung von organischem Material in einem Sumpfgebiet; in (b) die Verdichtung des organischen Materials durch die Ablagerung neuer Sedimente; in (c) die Bildung von Braunkohle mit zunehmender Tiefe und in (d) schließlich die Bildung von Steinkohle und Anthrazit in größeren Tiefen.

Die Inkohlung (englisch coalification) ist der natürliche Prozess der Entstehung von Kohle. Dabei werden abgestorbene Pflanzen (überwiegend Landpflanzen) über das Zwischenprodukt Torf durch Diagenese weiter in Braunkohle und Steinkohle, seltener in Anthrazit und in einzelnen Fällen sogar in Graphit umgewandelt.
Die chemischen Prozesse der Kohleentstehung laufen unter teilweisem bis vollständigem Sauerstoffabschluss über Zeiträume von Jahrmillionen ab. Der Anteil an Wasser und flüchtigen Bestandteilen nimmt dabei laufend ab, sodass der relative Anteil an Kohlenstoff zunimmt, der im Graphit nahezu 100 % beträgt.

## Phasen der Inkohlung
Die Inkohlung findet in zwei Phasen statt. Direkt nach dem Absterben der Pflanze setzt die biochemische Phase ein, die Vertorfung, in der Pilze und Bakterien Zellulose und Lignin in Huminstoffe umwandeln.
Mit zunehmender Versenkung des Torfs und der damit einhergehenden Zunahme der Temperatur beginnt der Übergang in die geochemische Phase der Inkohlung. Während für den Prozess der Inkohlung bis zur Braunkohle die biochemischen Bedingungen im Vordergrund stehen (besonders Sauerstoffverarmung aufgrund Luftabschlusses), gewinnen mit der Umwandlung in Steinkohle, Anthrazit und Graphit geochemische (diagenetische) Faktoren zunehmend an Bedeutung. Hierbei sind die Temperaturverhältnisse deutlich ausschlaggebender als die Druckverhältnisse und die Dauer der Versenkung. So kann sich Braunkohle schon bei Temperaturen von nur 35 bis 80 °C bilden, während Anthrazit eine Temperatur von mindestens 180 bis 245 °C benötigt.
| Inkohlungsstufe | Alter                                | Zusammensetzung (Gew. %) | Zusammensetzung (Gew. %) | Zusammensetzung (Gew. %) | Heizwert (MJ/kg) |
| Inkohlungsstufe | Alter                                | C                        | H                        | O + N                    | Heizwert (MJ/kg) |
| --------------- | ------------------------------------ | ------------------------ | ------------------------ | ------------------------ | ---------------- |
| Holz            | rezent                               | ca. 50                   | ca. 6                    | ca. 44                   | ca. 20           |
| Torf            | rezent-subrezent                     | 55 – 64                  | 5 – 7                    | 35 – 39                  | ca. 22           |
| Braunkohle      | meist Tertiär                        | 60 – 75                  | 4 – 8                    | 17 – 34                  | ca. 25           |
| Steinkohle      | meist Prä-Tertiär, oft Karbon        | 78 – 90                  | 4 – 6                    | 4 – 19                   | ca. 29           |
| Anthrazit       | meist Prä-Tertiär, oft Karbon        | 94 – 98                  | 1 – 3                    | 1 – 3                    | ca. 34           |
| Graphit         | meist Prä-Karbon (inkl. Präkambrium) | ca. 100                  | ca. 0                    | ca. 0                    | ca. 33           |

### Biochemische Inkohlungsphase
Nach Absterben der Pflanzenteile beginnt deren Abbau. Mikroorganismen bauen zuerst Kohlenhydrate und Proteine, schließlich auch Zellulose und Lignin ab und es bildet sich Torf. Durch das kontinuierliche Ablagern neuer Pflanzenteile wird der Torf zusammengepresst und entwässert. Die Torfschicht wird bei Absenkung der Bildungsgebiete immer mächtiger. Mit zunehmender Tiefe wird die weitere Inkohlung abiotisch fortgesetzt. Bei weiterer Absenkung werden die Moore durch Meeres- und Flusssedimente überlagert. Verringert sich dann die Absenkung, kann sich eine weitere Torfschicht ausbilden. Diese Vorgänge können sich mehrfach wiederholen, sodass mehrere Torfschichten entstehen. Während dieser ersten Phase nimmt der Kohlenstoffgehalt der Trockenmasse rasch von ca. 40 % auf über 60 % zu.
Durch die komplexe und teilweise unbekannte chemische Struktur der Lignine und Huminstoffe, die an diesen Prozessen beteiligt sind, ist eine genaue chemische Darstellung der Prozesse schwierig. Während der frühen Inkohlungsphasen findet vor allem Dehydratisierung und Decarboxylierung statt. Die Dehydratisierung entfernt Wassermoleküle aus der reifenden Kohle durch Reaktionen wie:
2 R–OH → R–O–R + H2O
2 R-CH2-O-CH2-R → 2 R-CH=CH-R + 2 H2O
Die Decarboxylierung entfernt Kohlendioxid aus der reifenden Kohle und verläuft durch Reaktion wie:
RCOOH  →  RH  +  CO2
In jeder dieser Formeln stellt R den Rest eines Zellulose- oder Ligninmoleküls dar, an das die reagierenden Gruppen gebunden sind.

### Geochemische Inkohlungsphase
In der zweiten Phase nimmt der Wassergehalt weiter ab: Von 75 % am Übergang Torf/Braunkohle bis auf 10 % an der Grenze Braunkohle/Steinkohle. Der relative Kohlenstoffanteil nimmt durch Abgabe von Wasser, Kohlenstoffdioxid, verschiedenen sauerstoffhaltigen funktionellen Gruppen und Methan weiter zu. Das Material wird durch den Volumenverlust (auf bis zu 10 % des Ausgangsvolumens) und zunehmender Entstehung und interner Ordnung von Makromolekülen fortschreitend verdichtet. Während in junger Braunkohle noch Zellulose und Lignin zu finden sind, verschwindet mit weiterem Fortschreiten des Prozesses zuerst die Zellulose und am Übergang zur Steinkohle auch das Lignin.
Ab dem Steinkohlestadium ist die Abspaltung von Methan bestimmend (Demethanisierung), es werden aber auch zunehmend Hydroxy-, Carboxy-, Methoxy- und Carbonylgruppen abgespalten. Die Demethanisierung entfernt Wasserstoff aus der reifenden Kohle und verläuft durch Reaktion wie:
2 R-CH3 → R-CH2-R + CH4
R-CH2-CH2-CH2-R → R-CH=CH-R + CH4
Auch hier stellt R den Rest eines Zellulose- oder Ligninmoleküls dar, an das die reagierenden Gruppen gebunden sind. Auf diese Weise bilden sich die gesteinsbildenden Elemente der Kohle, die Mazerale.

## Sichtbare petrographische Veränderungen
Der Prozess der Inkohlung führt zu sichtbaren petrographischen Unterschieden zwischen den jeweiligen Inkohlungsprodukten:
| Inkohlungsstufe | Beschreibung | Bild |
| --------------- | --- | ---- |
| Torf            | locker, bröckelig, viele eingelagerte Pflanzenreste                                                                            |      |
| Weichbraunkohle | dichter und fester als Torf, häufig eingeregelte Pflanzenteile, die eine Schichtung verursachen, hell- bis dunkelbraune Farbe. |      |
| Mattbraunkohle  | fest, dunkelbraun bis schwarze Farbe.                                                                                          |      |
| Glanzbraunkohle | festes Gefüge mit muscheligem Bruch und Pechglanz an Bruchkanten, schwarze Farbe, jedoch brauner Strich.                       |      |
| Steinkohlen     | festes Gefüge, Wechsel von matten und glänzenden Lagen, schwarze Farbe und schwarzer Strich.                                   |      |

## Inkohlung durch technische Verfahren
Der Prozess der Inkohlung kann durch Erhitzen von Biomasse in Druckbehältern nachgeahmt werden (Hydrothermale Karbonisierung) und vollzieht sich dort innerhalb von Stunden.